# Anna Stylo-Ginter
Anna Stylo-Ginter (ur. 1 kwietnia 1934 w Prużanie) – polska graficzka. Ilustratorka książek.

## Życiorys
Jest absolwentką Akademii Sztuk Pięknych w Warszawie, w 1958 obroniła dyplom na Wydziale Malarstwa, w pracowni Eugeniusza Eibischa, w 1961 dyplom na Wydziale Grafiki, w pracowni Jana Marcina Szancera. Od 1968 pracowała jako redaktor graficzny w Płomyczku, od 1969 jako grafik w Redakcji Grafiki Wydawnictwa „Nasza Księgarnia”.
W 1974 otrzymała nagrodę w konkursie Polskiego Towarzystwa Wydawców Książek "Najpiękniejsza Książa Roku" za ilustracje do książki Nikt mnie więcej nie zobaczy Walentyna Bieriestowa, w 1992 nagrodę graficzną za opracowanie graficzne i ilustracje do książki Czarodziejski ogród wierszy Roberta Louisa Stevensona.